# Peer Schneider
Peer Schneider (nascido em 9 de Abril de 1971) é um dos fundadores do website de jogos eletrônicos e entretenimento IGN. Ele é atualmente o Vice-Presidente Sênior de Conteúdo e Publisher do site. Ele supervisiona todos os conteúdos de editorial online, incluindo, além dos da IGN, os dos sites GameSpy, TeamXbox e Rotten Tomatoes. 